# Activité physique, sportive et artistique
Pour les articles homonymes, voir APSA.
 (novembre 2016).
 (novembre 2016).

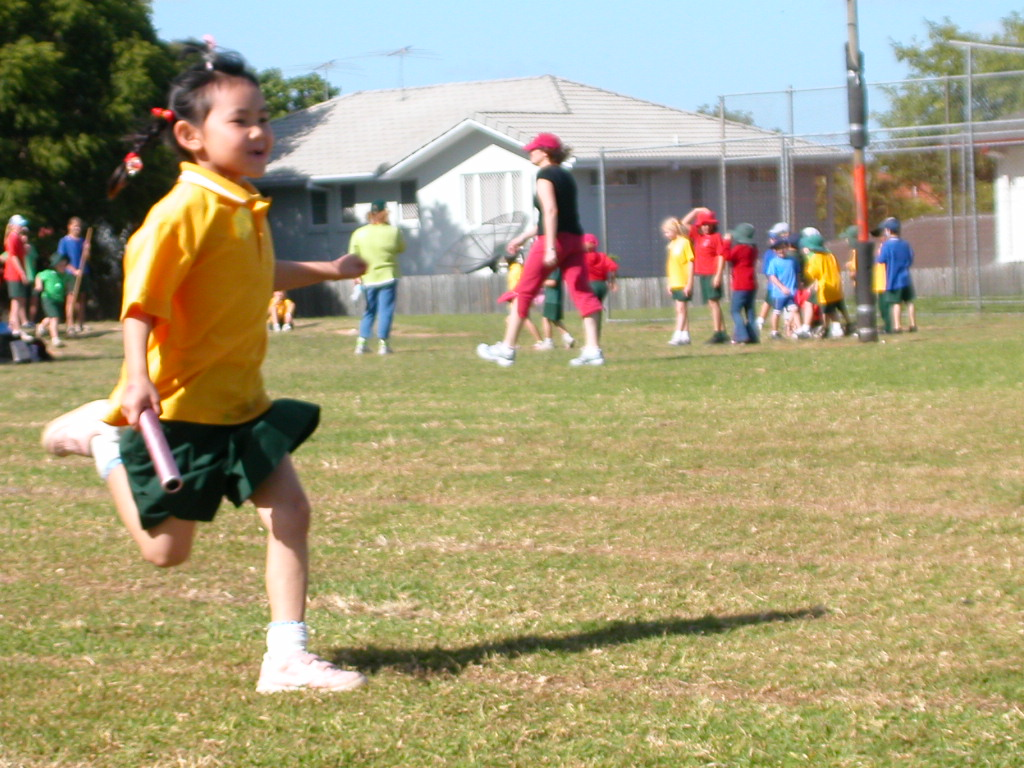
Relais

« Activité physique, sportive et artistique » (APSA) est une expression qui désigne l'ensemble des pratiques physiques enseignées dans le milieu de l’enseignement (école, collège, lycée et université) selon les programmes officiels qui régissent la discipline et publiés dans le bulletin officiel de l'éducation nationale. 
C’est une expression du domaine de l’éducation (en France notamment), rassemblant l’ensemble des pratiques motrices à influence socio culturelle, dans lesquelles un sujet réalise des actions motrices de toutes sortes (gestes, postures, coordinations, habiletés, etc.) permettant de transmettre les connaissances et compétences définies par le socle commun de connaissances, de compétences et de culture.
Les APSA sont différentes de l'éducation physique et sportive dans le sens où « l'EPS ne se résume pas et ne s'identifie pas aux APS qu'elle utilise et organise, mais les exploite pour assurer le développement de l'élève, de sa personnalité et de sa conduite ».
À partir de la circulaire de 1962, on parlait d’« activités physiques et sportives » (APS) ; puis avec les programmes de 1984-1985-1986, les programmes officiels de l’EPS, y associent le qualificatif « artistique » après être passée par la dénomination d'activités physiques, sportives et d'expression (APSE).
Les « Activités physiques, sportives et artistiques » (A.P.S.A) concernent toutes les activités motrices utilisées comme moyen pour l’EPS et ayant une représentation culturelle. On y rencontre des activités codifiées, comme les sports collectifs, les sports de combat, les sports de raquette, les activités artistiques, etc. Pour ce qui concerne les activités non-codifiées, de détente et de loisir, on recense : la course de durée, la marche, la musculation, le step, le stretching, le jeu, etc.

## Programme d’EPS
Dans les textes (les Bulletins officiels de Collèges et de Lycées), ces activités sont rassemblées par groupes développant des "compétences propres" spécifiques :  
- Réaliser une performance motrice maximale mesurable à une échéance donnée (CP1) ;
- Se déplacer en s’adaptant à des environnements variés et incertains (CP2) ;
- Réaliser une prestation corporelle à visée artistique ou acrobatique (CP3) ;
- Conduire et maîtriser un affrontement individuel ou collectif (CP4) ;
- Réaliser et orienter son activité physique en vue du développement et de l’entretien de soi (CP5).

et elles sont regroupées en "champ d'apprentissage pour le collège" : 
- Produire une performance optimale, mesurable à une échéance donnée
- Adapter ses déplacements à des environnements variés
- S'exprimer devant les autres par une prestation artistique et/ou acrobatique
- Conduire et maîtriser un affrontement collectif ou interindividuel